# Hiro Poroiae
Hiro Poroiae (22 agosto 1986) è un calciatore francese nato a Tahiti, difensore o centrocampista del Manu-Ura.

## Carriera

### Club
Nelle stagioni 2012-2011 e 2011-2012 ha preso parte alla OFC Champions League, giocando complessivamente 10 partite e segnando anche 2 gol.

## Palmarès

### Nazionale
Coppa d'Oceania: 1 
2012